# 小島ゆかり
小島 ゆかり（こじま ゆかり、1956年9月1日 - ）は、日本の歌人。コスモス短歌会に所属し、選者を務める。2023年からはコスモス編集人。1999年から青山学院女子短期大学講師。本名/横井ゆかり。

## 人物
愛知県名古屋市出身。
1975年愛知県立旭丘高等学校卒業、早稲田大学第一文学部入学。1979年同日本文学科卒業。
大学在学中に武川忠一が顧問を務める「短歌研究会」に所属し、内藤明、島田修三、米川千嘉子らと活動した。
1978年、コスモス短歌会に入会し宮柊二に師事。結社内グループ「桐の会」にも参加。1985年、同人誌「桟橋」創刊に加わる。1998年、コスモスの選者および編集委員就任。2003年、毎日新聞書評委員となる。
熊本日日新聞（2003年～）、産経新聞（2005年～）、中日新聞（2010年～）、南日本新聞（2011年～）の歌壇選者。
2007年全国高校生短歌大会特別審査員となる。2023年（令和5年）1月、歌会始の儀で召人を務めた。
長女の小島なおも歌人で、2004年に角川短歌賞を受賞している。

## 受賞歴
- 1982年、コスモス新人賞「桐の花賞」受賞[2]
- 1995年、「コスモス賞」受賞[2]
- 1997年、『ヘブライ暦』で第7回河野愛子賞受賞
- 2000年、『希望』で第5回若山牧水賞受賞
- 2006年、『憂春』で第40回迢空賞受賞
- 2014年、『純白光　短歌日記2012』で第6回小野市詩歌文学賞、第7回日本一行詩大賞受賞
- 2015年、『泥と青葉』で第26回斎藤茂吉短歌文学賞受賞
- 2017年、『馬上』で第67回芸術選奨文部科学大臣賞受賞[9]
- 2017年、紫綬褒章受章[10]
- 2018年、「砂いろの陽ざし」で第54回短歌研究賞受賞
- 2019年、『六六魚』で第34回詩歌文学館賞、第17回前川佐美雄賞受賞
- 2022年、『雪麻呂』で第3回大岡信賞受賞
- 2024年、『はるかなる虹』で第66回毎日芸術賞受賞[11]

## 著書

### 歌集
- 第一歌集『水陽炎』石川書房、1987年。
- 第二歌集『月光公園』雁書館、1992年。
- 第三歌集『ヘブライ暦』短歌新聞社、1996年。ISBN　978-4-8039-0839-8
- 『水陽炎・月光公園（完本収録）』雁書館〈2 in 1シリーズ〉、1996年。
- 第四歌集『獅子座流星群』砂子屋書房、1998年。
- 第五歌集『希望』雁書館、2000年。
- 第六歌集『エトピリカ』短歌研究社、2002年。ISBN　978-4-88551-707-5
- 『小島ゆかり作品集』柊書房、2005年。ISBN　978-4-89975-134-2
- 第七歌集『憂春』角川書店、2005年。ISBN　978-4-04-621701-1
- 第八歌集『ごく自然なる愛』柊書房、2007年。ISBN　978-4-89975-179-3
- 第九歌集『折からの雨』本阿弥書店、2008年。ISBN　978-4-7768-0543-4
- 第十歌集『さくら』砂子屋書房、2010年。ISBN　978-4-7904-1239-7
- 『小島ゆかり歌集』砂子屋書房〈現代短歌文庫〉、2012年。ISBN　978-4-7904-1409-4
- 第十一歌集『純白光：短歌日記2012』ふらんす堂、2013年。ISBN　978-4-7814-0569-8
- 第十二歌集『泥と青葉』青磁社、2014年。ISBN　978-4-86198-265-1
- 第十三歌集『馬上』現代短歌社、2016年。ISBN　978-4-86534-164-5
- 第十四歌集『六六魚』本阿弥書店、2018年。ISBN　978-4-7768-1389-7
- 第十五歌集『雪麻呂』短歌研究社、2021年。ISBN　978-4-86272-676-6
- 第十六歌集『はるかなる虹』短歌研究社、2024年。ISBN 978-4-86272-776-3

### 歌書
- 『短歌入門：今日よりは明日』本阿弥書店、2002年。ISBN　978-4-89373-803-5
- 『うたの観覧車』柊書房、2003年。ISBN　978-4-89975-064-2
- 『高野公彦の歌』雁書館〈現代歌人の世界〉、2006年。
- 『和歌で楽しむ源氏物語：女はいかに生きたのか』KADOKAWA〈角川短歌ライブラリー〉、2015年。ISBN　978-4-04-652629-8
- 『短歌に親しもう：声に出して楽しもう俳句・短歌』（監修）金の星社、2017年。ISBN　978-4-323-05602-9　※児童向け
- 『俳句・短歌をつくろう：声に出して楽しもう俳句・短歌』（神野紗希と監修）金の星社、2017年。ISBN　978-4-323-05603-6　※児童向け

### 散文
- 『螢の海：アメリカへ日本へ私へ』本阿弥書店、1999年。ISBN　978-4-89373-513-3
- 『惚れるマナー』（大下一真・柴崎友香・松任谷正隆ほか）中央公論新社、2020年。ISBN　978-4-12-005278-1　※エッセー集

### 共著
- 『現代短歌最前線　上巻』（梅内美華子・江戸雪・大辻隆弘ほか）北溟社、2001年。ISBN 978-4-89448-200-5　※アンソロジー
- 『私の武蔵野探勝：吟行入門』（深見けん二共著）日本放送出版協会、2003年。ISBN　978-4-14-016118-0
- 『ちびまる子ちゃんの短歌教室：かがやく日本語・短歌の魅力を感じてみよう!』（さくらももこ共著）　集英社、2007年。ISBN　978-4-08-314040-2
- 『馬場あき子と読む鴨長明「無名抄」』（花山多佳子・栗木京子・水原紫苑ほか）短歌研究社、2011年。ISBN　978-4-86272-232-4
- 『歌仙　永遠の一瞬』（岡野弘彦・三浦雅士・長谷川櫂・谷川俊太郎・三角みづ紀・蜂飼耳共著）思潮社、2019年。ISBN　978-4-7837-3642-4
- 『岡野弘彦インタビュー集：歌は世につれ情は歌につれ』（聞き手：小島ゆかり）本阿弥書店、2020年。ISBN　978-4-7768-1484-9

## 関連文献
- 伊藤一彦監修、大松達知・永田淳編『小島ゆかり』青磁社〈シリーズ牧水賞の歌人たち〉、2011年。ISBN　978-4-86198-176-0
- 『伊藤一彦が聞く：牧水賞歌人の世界（牧水賞２５周年記念）』（高野公彦・佐佐木幸綱・永田和宏ほか）青磁社、2020年。ISBN 978-4-86198-490-7